# 문암국민학교 용화분교
문암국민학교 용화학교는 경상북도 영양군 일월면 영양로4163-9(용화리397)에 있었던 초등학교이다.

## 연혁
- 1942년 4월 3일 용화분교 설립[1]
- 1947년 10월 3일 문암국민학교 용화분교 개편 및 개교
- 1950년 5월 27일 한국전쟁 및 무장공비로 인해 임시 휴교
- 1952년 5월 30일 재개교
- 1970년 9월 24일 용화국민학교 승격 분리
- 1974년 7월 1일 용화국민학교 용저분교장 설립 인가
- 1975년 3월 1일 용저분교 개교
- 1980년 3월 1일 문암국민학교 용화분교장 격하 편입
- 1994년 3월 1일 폐교 및 일월국민학교 통합

## 동문
1. ↑  용화광산, 당시 일월광산 일본인 거주민 자녀 전용 학교로 설립